# Boyeux-Saint-Jérôme
Boyeux-Saint-Jérôme è un comune francese di 315 abitanti situato nel dipartimento dell'Ain della regione dell'Alvernia-Rodano-Alpi.

## Società

### Evoluzione demografica
Abitanti censiti